# Virginio Bettini
Virginio Bettini (ur. 29 czerwca 1942 w Nova Milanese, zm. 21 września 2020 tamże) – włoski polityk, geograf, publicysta i nauczyciel akademicki, poseł do Parlamentu Europejskiego III kadencji.

## Życiorys
Ukończył studia geograficzne, specjalizując się w geografii fizycznej i społeczno-ekonomicznej. Został nauczycielem akademickim specjalizującym się w geografii miast, analizie środowiska i planowaniu przestrzennym. Wykładał m.in. na Uniwersytecie Ca’ Foscari w Wenecji i na Uniwersytecie w Sassari. Przez wiele lat pracował też na Università Iuav di Venezia. Publikował książki i podręczniki poświęcone również tematom ekologicznym (m.in. Elementos de ecología urbana). W 1970 założył periodyk „La nuova ecologia”, kierował także serią wydawniczą Scienza, natura, società.
Zaangażował się w działalność partii Verdi Arcobaleno, został jej krajowym rzecznikiem prasowym. W 1989 kandydował do Parlamentu Europejskiego, mandat objął 25 października 1989 w miejsce Francesca Corleone. Przystąpił do Grupy Zielonych. Był wiceprzewodniczącym Delegacja ds. stosunków z Chińską Republiką Ludową (1989–1994), należał m.in. do Komisji ds. Energii, Badań Naukowych i Technologii oraz Komisji ds. Polityki Regionalnej, Planowania Regionalnego i Stosunków z Władzami Regionalnymi i Lokalnymi. W grudniu 1990 jego partia weszła w skład Federacji Zielonych. W 2001 kandydował do Senatu w okręgu Busto Arsizio z ramienia Odrodzenia Komunistycznego. Później kierował m.in. projektem laboratorium poświęconego ekologii krajobrazu.